# Harpener Bach
Der Harpener Bach ist ein Fließgewässer im Osten Bochums und Westen Dortmunds. Es ist ein Zulauf des Oelbachs.
Der Harpener Bach trägt 4,1 Kilometer seinen Namen und heißt danach Ölbach.

## Verlauf
Trotz Beeinträchtigung durch die Grubenwässer der Schachtanlagen der Zeche Lothringen und Begradigung durch Betonschalen hat sich die Natur im Naturschutzgebiet Oelbachtal und im NSG Oberes Oelbachtal (samt Berghofer Holz) nach der Stilllegung des Bergbaus das Bachtal zurückerobert.
Der Bachlauf entspringt im Dortmunder Stadtteil Bövinghausen und heißt auch bis zur Stadtgrenze Bövinghauser Bach.  Schon in früherer Zeit hatte der Bachlauf viele Namen, darunter Sporkelbecke.
Unterhalb der Halden der Zeche Lothringen nimmt er den Gerther Mühlenbach auf, der im Bochumer Ortsteil Gerthe entspringt.
Dem Mühlenbachsiepen in Gerthe (rechts) folgen Normergersiepen (rechts) und Stehbock-Siepen (links), Driebusch-Siepen (rechts) und Siepen am Untersten Feld (links). Es folgt zur rechten ein Badeteich, der von zwei Siepen gespeist wird.
Bei Haus Holte speist er die Klärteiche und den Mühlenteich der Holter Mühle. Im weiteren Verlauf fließt er an der Halde der Zeche Amalia vorbei. Am Ruhrpark speiste der Harpener Bach ursprünglich die Harpener Teiche.
Hier befanden sich auch das ehemalige Haus Wiesche, deren Gräfte der Bach versorgte, und die Wiescher Mühle.
Südlich der Wiescher Mühle nimmt der Harpener Bach den Karolinenbach auf, der heute unter der Zentralmülldeponie Kornharpen verschwunden ist und bis zur Einmündung kanalisiert ist.
Am Hof Suntum (ehemalige Suntumer Mühle) speiste er ursprünglich den Ümminger See. Hinter dem Ümminger See fließt der Harpener Bach mit dem Langendreerbach zusammen. An dieser Stelle beginnt der Oelbach, der in den Kemnader See mündet.

## Renaturierung des Harpener Bachs

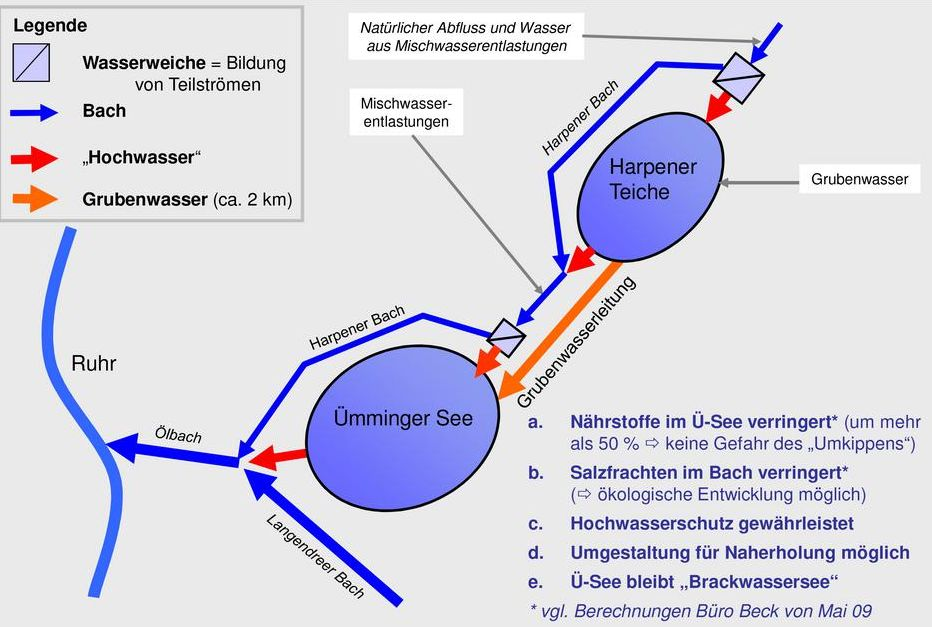
Rahmenkonzept: Umbau des Harpener Bachs (Quelle: Stadt Bochum)

An den Harpener Teichen befindet sich eine der großen Grubenwasser-Pumpstationen des Ruhrgebiets. Jährlich werden hier etwa 7,8 Mio m³ Grubenwasser eingeleitet, das sehr salzhaltig ist und auch übel riechende Beimengungen wie Schwefelwasserstoff enthält. Die Menge des Grubenwassers übersteigt die Wassermenge des Harpener Bachs bei weitem.
Um den Harpener Bach renaturieren zu können, mussten Bachwasser und Grubenwasser getrennt werden. Hierzu wurde ein neues Bachbett für den Harpener Bach außen um die Harpener Teiche herum angelegt. In die Harpener Teiche fließt somit im Regelfall kein Bachwasser mehr, sondern nur noch  Grubenwasser. Um ein Übertreten von Grubenwasser in den Harpener Bach am Auslauf der Harpener Teiche zu vermeiden, ist der untere Teich mit einem Damm gegen den Harpener Bach abgesperrt und das Wasser aus den Teichen wird über eine unterirdische Rohrverbindung direkt in den Ümminger See geleitet.
Auch um den Ümminger See herum erhält der Harpener Bach in ein neues Bachbett, so dass er bis zum Auslauf des Ümminger Sees nicht von Grubenwasser beeinträchtigt werden soll. In weiteren Schritten soll für den Harpener Bach eine separate Verbindung bis zur Ruhr geschaffen werden.